# Paracixius armiger
Paracixius armiger är en insektsart som beskrevs av Ronald Gordon Fennah 1944. Paracixius armiger ingår i släktet Paracixius och familjen kilstritar. Inga underarter finns listade i Catalogue of Life.